# جوشوا قروس
جوشوا قروس (بالإنجليزية: Joshua Gros)‏ (25 يونيو 1982 في الولايات المتحدة - ) هو لاعب كرة قدم أمريكي في مركز الوسط. شارك مع منتخب الولايات المتحدة لكرة القدم. أما مع النوادي، فقد لعب مع دي.سي. يونايتد.

## وصلات خارجية
- جوشوا قروس على موقع الدوري الأمريكي (الإنجليزية)
- جوشوا قروس على موقع قاعدة بيانات كرة القدم.إي يو (الإنجليزية)